# Gegenangriff auf Bougainville
Amerikanische Phase

1943

Treasury-Inseln –
Choiseul –
Torokina I –
Kaiserin-Augusta-Bucht –
Koromokina-Lagune –
Piva Trail –
Coconut Grove –
Piva Forks –
Kap St. George –
Koiari –

Hellzapoppin Ridge/Hügel 600A 

1944

Green Islands 

Torokina II 

Australische Phase

Pearl Ridge 

1945

Tsimba Ridge –
Slater’s Knoll –
Hongorai –
Porton Plantage –
Ratsua
Der Gegenangriff auf Bougainville (auch Zweites Gefecht von Torokina genannt) war die erfolglose japanische Offensive gegen die alliierten Positionen bei Kap Torokina auf Bougainville während des Krieges im Pazifik im Jahre 1944. Der japanische Angriff begann am 8. März 1944 nach monatelanger Vorbereitung und wurde von Kräften der Armee der USA in Kämpfen, die bis zum 25. März andauerten, abgewehrt. Der Angriff wurde durch ungenaue Informationen und schlechte Planung behindert und von den gut vorbereiteten alliierten Verteidigern, die der japanischen Streitmacht zahlenmäßig weit überlegen waren, abgewehrt. Die japanischen Streitkräfte erlitten schwere Verluste, während die Verluste der Alliierten gering waren.
Das Ziel der Offensive war, den alliierten Brückenkopf, in dem es drei strategisch wertvolle Flugfelder gab, zu zerstören. Die japanischen Befehlshaber glaubten fälschlicherweise, dass ihre Streitkräfte etwa so groß seien wie die Einheiten, die zur Verteidigung der alliierten Stellungen eingesetzt wurden. Die Alliierten bemerkten die japanischen Vorbereitungen für den Angriff kurz nachdem sie Anfang 1944 begonnen hatten und verstärkten die Verteidigung der Basis. Keine der drei japanischen Einheiten, die den Angriff durchführten, konnte weit in den Umkreis der Alliierten eindringen, obwohl heftig um mehrere Stellungen gekämpft wurde.
Der Gegenangriff auf Bougainville war die letzte große japanische Offensive in der Kampagne um die Salomonen. Im Anschluss an diese Gefechte zogen sich die japanischen Truppen aus dem Gebiet der Kaiserin-Augusta-Bucht zurück und es fanden nur begrenzte Kämpfe statt, bis Ende 1944 australische Truppen die Verantwortung von den Amerikanern übernahmen und eine Reihe von Vorstößen über die Insel durchführten, bis der Krieg im August 1945 schließlich endete.

## Hintergrund
Bougainville liegt im Nordwesten der Inselgruppe der Salomonen im Pazifik. Die Insel ist etwa 200 km lang und an der breitesten Stelle etwa 60 km breit. Im Inland ziehen sich zwei Bergketten durch die Insel, die von dichtem Dschungel bedeckt sind. Die Küstenebenen sind sumpfig und hauptsächlich mit Mangroven und Dschungel bedeckt. Das Klima ist tropisch mit starken Regenfällen, die zu jeder Jahreszeit auftreten können. Während des Zweiten Weltkrieges lebten etwa 50.000 Menschen in kleinen Siedlungen im Norden und entlang der Nordostküste. Die Umgebung des alliierten Brückenkopfes war kaum besiedelt und es gab keine ausgebauten Straßen, nur einen Pfad entlang der Küste und einen, der ins Innere der Insel führte.
Bei Ausbruch des Krieges im Pazifik war Bougainville ein Teil des von Australien verwalteten Territoriums Neuguinea. Eine kleine Anzahl australischer Beamter und einige Plantagenmanager lebten dort und flohen von der Insel im Januar 1942, als die japanische Offensive im Südpazifik begann und sie im März auch Bougainville besetzten. Bis 1943 trafen immer wieder japanische Truppen auf Bougainville ein und brachten die Gesamtstärke schließlich auf 65.000 Mann. Nach ihrer Ankunft auf der Insel verpflichteten die japanischen Streitkräfte einige der Einheimischen als Arbeiter, allerdings waren die Bedingungen hart und sie wurden oft nicht bezahlt. Als sich die Bombenangriffe der Alliierten im Pazifik im Laufe des Jahres 1943 intensivierten, wurden die Bedingungen, denen die Einheimischen ausgesetzt waren, immer härter, da die Nahrungsmittelvorräte schrumpften und Krankheitsfälle zunahmen.
Die sogenannte Bougainville-Kampagne begann am 1. November 1943, als das 1. Amphibische Corps der US-Marines am Kap Torokina bei der Kaiserin-Augusta-Bucht an der Westküste der von japanischen Streitkräften besetzten Insel landeten. Die alliierte Invasion hatte den Zweck, den Angriff auf die japanische Basis Rabaul und andere Unternehmungen im Umkreis durch den Bau von Feldflugplätzen zu unterstützen. Die Alliierten hatten nicht vor, die gesamte Insel zu erobern, und das Invasionsgebiet wurde nach den Gesichtspunkten ausgewählt, welches Gebiet leicht verteidigt werden konnte und von den japanischen Basen am Nord- und am Südende von Bougainville möglichst weit entfernt war.
Neben der großen Entfernung zu den japanischen Basen sahen es die alliierten Strategen als großen Vorteil an, dass der Brückenkopf in der Gegend von Kap Torokina relativ leicht zu verteidigen war. Die offizielle Geschichtsschreibung des US Marine Corps schrieb:

„Die Ebene bei Kap Torokina wurde durch natürliche Hindernisse, den Fluss Laruma im Nordwesten, die Bergkette im Inland und den Fluß Torokina im Südosten zu einem idealen Verteidigungsgebiet, 10 km tief und 13 km breit, das durch die damals verfügbaren alliierten Streitkräfte geschützt werden konnte.“

Die Planer schätzten, dass es mindestens drei Monate dauern würde, bis eine Streitmacht, die groß genug war, um eine Bedrohung für den Brückenkopf darzustellen, das Gebiet erreichte, wenn sie von den japanischen Stützpunkten über Land in Marsch gesetzt wurde. Die United States Navy war außerdem davon überzeugt, eine japanische Gegenlandung im Bereich vom Kap Torokina, wodurch ebenfalls eine starke Truppe an Land gebracht werden konnte, verhindern zu können.

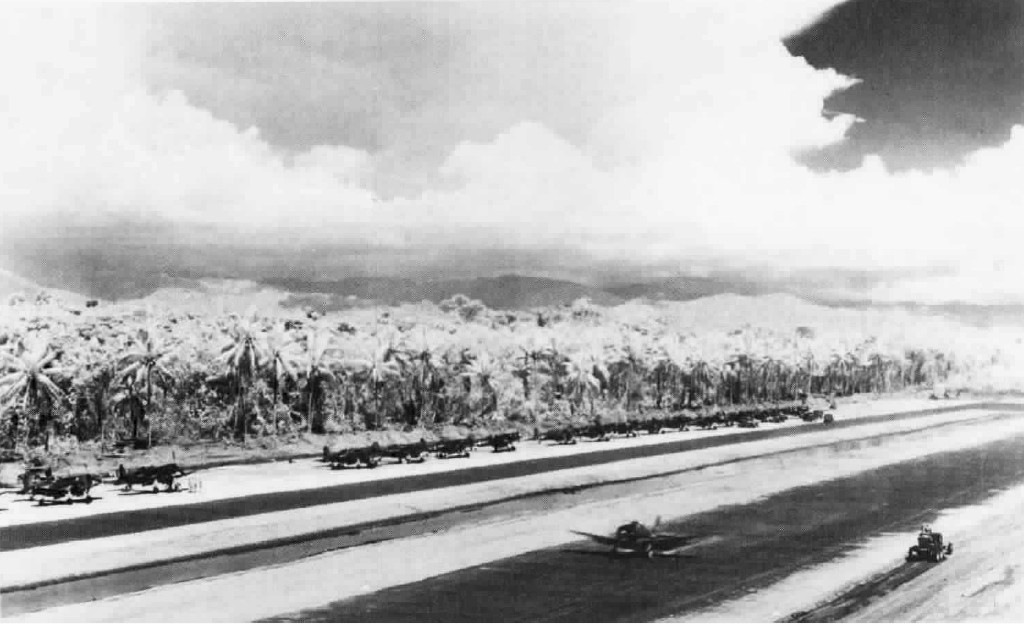
U.S. Marine Corps F4U Corsair and SBD Dauntless auf einem Flugfeld bei Kap Torokina im Dezember 1943

Der Kommandeur der japanischen Truppen auf Bougainville Generalleutnant Hyakutake Seikichi glaubte ursprünglich, dass die Landung in der Kaiserin-Augusta-Bucht eine Ablenkung war und dass der direkte Angriff auf den Süden der Insel bald folgen würde. Anfang November führte er immerhin einige kleine und deswegen erfolglose Angriffe auf den Brückenkopf durch, nachdem seine Vorgesetzten der 8. Regionalarmee es ihm befohlen hatten. Diese Angriffe wurden von Einheiten von Hyakutakes 17. Armee und Truppen aus Rabaul durchgeführt. Nachdem diese Angriffe erfolglos geblieben waren, plante Hyakutake einen lokalen Gegenangriff mit vier Bataillonen am 22. November, aber dieser Plan wurde von der 8. Regionalarmee abgeblasen. Die amerikanischen Streitkräfte weiteten derweil ihren Brückenkopf aus und wehrten die japanischen Angriffe ab. Die meisten japanischen Einheiten, die an diesen Angriffen teilnahmen wurden aufgerieben, allerdings waren die Verluste für die 17. Japanische Armee nicht entscheidend. Die Amerikaner schätzten, dass die japanischen Verluste etwa 2.500 Tote betrugen.
Nachdem sie die Japaner zurückgedrängt hatten, begannen die amerikanischen Streitkräfte Ende November mit dem Bau von Verteidigungslinien zum Schutz des Flugplatzkomplexes. Diese Verteidigungsanlagen wurden bis zum 15. Dezember fertiggestellt und umfassten Schützengräben, Schützenlöcher und befestigte Stellungen für Maschinengewehre und Artillerie. Die etwa 20 km langen Stellungen um den hufeisenförmigen Brückenkopf wurden mit Stacheldraht befestigt und Schussfelder vor den Stellungen wurden geräumt. Alle Wege, die in das Gebiet führten, wurden mit Hindernissen blockiert und auf anderen Wegen, die von den japanischen Streitkräften benutzt werden könnten, wurden Landminen gelegt. Artillerie und Mörser wurden an Positionen aufgestellt, an denen sie jeden Teil vor den Verteidigungsstellungen bestreichen konnten, und Feuerpläne wurden entwickelt, um ein schnelles Bombardement aller möglichen Angriffsrouten zu ermöglichen. Mehrere Suchscheinwerfer wurden ebenfalls eingesetzt, um die Frontlinien zu beleuchten. Bei Ibu, nördlich des Brückenkopfes wurde ein Vorposten aufgestellt. Die offizielle Geschichte der Operationen der US-Armee auf Bougainville beschreibt die amerikanische Verteidigungsstellung als „beeindruckend“.
Der Bau mehrerer Flugplätze im Gebiet der Kaiserin-Augusta-Bucht begann schon kurz nach der Landung. Diese Arbeit wurde von acht Seabee-Bataillonen der United States Navy und einer Brigade von Pionieren aus Neuseeland durchgeführt. Am 9. Dezember wurde am Kap Torokina ein Flugplatz eröffnet, auf dem Kampfflugzeuge landen und starten konnten und am nächsten Tag nahm ein Geschwader von Jägern des US Marine Corps den Betrieb auf. Anschließend wurden zwei Flugplätze fertiggestellt, die eine große Anzahl leichter und mittlerer Bomber aufnehmen konnten der 'Piva Uncle' am 30. Dezember und der 'Piva Yoke' am 9. Januar 1944. Dies waren die nächstgelegenen alliierten Flugplätze bei Rabaul und es wurde möglich, die Luftangriffe gegen die dortigen japanischen Stellungen erheblich zu steigern. Die in Rabaul stationierten japanischen Lufteinheiten wurden Anfang 1944 durch häufige Luftangriffe der Alliierten zermürbt und das japanische Oberkommando beschloss, sie nach einem Großangriff, der Operation Hailstone auf die Schlüsselbasis Truk Mitte Februar, abzuziehen. Dies verschaffte den Alliierten die vollständige Luftüberlegenheit über die Region.

## Prolog

### Vorbereitungen

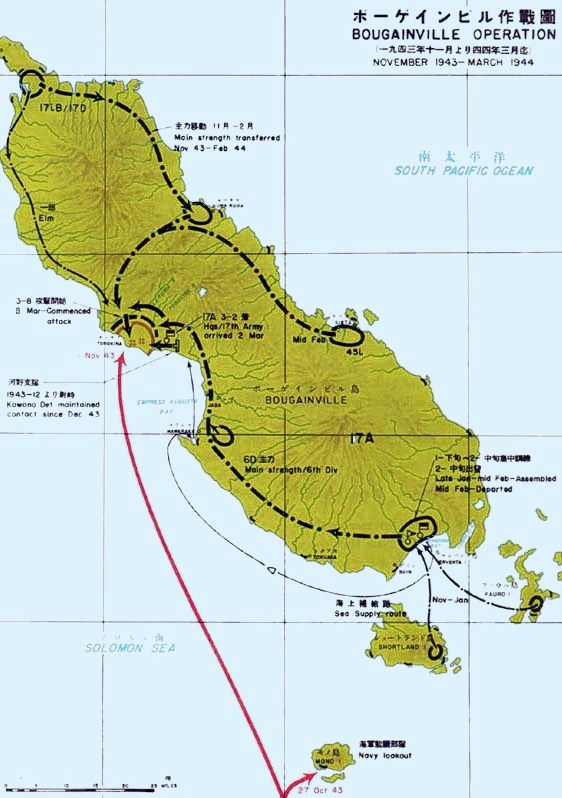
Karte der japanischen Truppenbewegungen auf Bougainville während der Kämpfe zwischen November 1943 und März 1944. Die schwarzen Linien geben die japanischen Bewegungen an, die roten Linien zeigen die alliierten Landungen.

Ende Dezember 1943 schlossen Generalleutnant Hyakutake und sein Stab aus der Zurückhaltung der gelandeten alliierten Kräfte, dass sie nicht planten den Brückenkopf bei der Kaiserin-Augusta-Bucht weiter zu vergrößern oder noch irgendwo auf der Insel zu landen. Daraufhin beschlossen sie, eine Gegenoffensive zu starten. Allerdings beruhten ihre Pläne auf der irrtümlichen Annahme, dass sich nur 30.000 Mann der Alliierten auf der Insel befänden, wovon nur 20.000 Mann Kampftruppen wären und der Rest Bodenpersonal der Luftwaffe. In Wahrheit war die tatsächliche Kampfstärke über 60.000 Mann. Nach ihren Erfahrungen in der Schlacht um Guadalcanal 1942 bis 1943 beschloss der Führungsstab der 17. kaiserlichen Armee einen starken Angriff anstatt mehrere kleinere Offensiven gegen den Brückenkopf durchzuführen. Während eines Besuches auf Bougainville am 21. Januar 1944 befahl General Imamura Hitoshi, Kommandeur der 8. Regionalarmee, die Offensive Anfang März zu beginnen.
Die Vorbereitungen begannen sofort. Da allerdings die Hauptkräfte der 17. Armee im Norden sowie im Süden Bougainvilles stationiert waren, mussten Pioniere Straßen und Brücken bauen, um zu ermöglichen, dass die Truppen zu den Anhöhen am Rande des alliierten Brückenkopfes im Landesinneren vorrücken konnten. Ab Mitte Februar führte Generalleutnant Hyakutake eine umfassende Aufklärung der feindlichen Front durch und begann, seine Streitkräfte für die Offensive zusammenzustellen. Die japanischen Befehlshaber hatten ursprünglich geplant, einen amphibischen Angriff gegen die Amerikaner zu starten, verbunden mit einem Angriff aus dem Inneren der Insel. Ein Mangel an Landungsbooten machte den amphibischen Angriff aber unmöglich. Lastkähne, die in mondlosen Nächten operierten, um alliierten Flugzeugen und PT-Booten auszuweichen, transportierten schweres Gerät, einschließlich Artillerie, zu einem Punkt östlich von Kap Torokina in das Gebiet Jaba-Mosigeta, von wo aus es ins Landesinnere auf die Hügel in der Nähe des alliierten Brückenkopfes transportiert und in Stellung gebracht wurde. Bis zum 25. Februar waren die Truppen im Aufmarschgebiet versammelt und der Plan war, den Hauptstoß über den Laruma-Fluss zu führen und einen zweiten über den Fluss Torokina, beide mit Artillerieunterstützung. Durch die Operation Squarepeg, der Einnahme der beiden Atolle der Green Islands durch neuseeländische Truppen vom 15. bis 29. Februar 1944, war Generalleutnant Hyakutake unter Zeitdruck, denn die Versorgungslinien zwischen Rabaul und Bougainville konnten jetzt empfindlich gestört werden und mit fehlendem Nachschub war jede Offensive unmöglich.
Die japanischen Aktivitäten blieben den Alliierten nicht verborgen. Luftaufklärung, mitgehörte Funksprüche, Lang- und Kurzstreckenpatrouillen zeigten die Bewegungen japanischer Truppen auf der Insel und wiesen auf eine bevorstehende Offensive hin. Als Antwort bombardierten alliierte Flugzeuge die vermuteten Truppenbewegungen, Brücken und Verbindungswege. PT-Schnellboote und Flugboote Consolidated PBY Catalina patrouillierten entlang der Küste und griffen japanische Lastkähne an, konnten aber den Transport von Ausrüstung auf dem Seeweg nicht verhindern. Auch bombardierten amerikanische Kriegsschiffe und Flugzeuge die japanischen Basen auf Bougainville. Gefechte zwischen Patrouillen und kleinere Feuergefechte in den Hügeln nördlich und nordöstlich des Brückenkopfes Korps zeigten, dass sich auch dort japanische Truppen sammelten. Papiere, die bei japanischen Gefallenen gefunden wurden, gaben den Alliierten eine genaue Vorstellung des japanischen Angriffsplans. Sie zeigten genau, welche japanische Einheiten angreifen würden, und gaben auch die Positionen der japanischen Artilleriestellungen an. Informationen über den Angriff wurden an die amerikanischen Einheiten weitergegeben.

### Streitkräfte
Die japanischen Truppen bestanden hauptsächlich aus der 6. Division unter dem Befehl von Kanda Masatane. Es waren Veteranen, die vorher schon auf dem Kriegsschauplatz in China eingesetzt waren. Außerdem waren noch zwei Bataillone der 17. Division, ebenfalls Veteranen aus China, an der Offensive beteiligt. Aus diesen Truppen wurden drei Kampfgruppen gebildet, die jeweils nach ihren Befehlshabern benannt wurden, ebenso die Artillerie und die Reserve. Generalmajor Iwasa Shun kommandierte die Iwasa-Einheit, die aus dem 23. Infanterieregiment, dem 2. Bataillon des 13. Infanterieregimentes, zwei Batterien Feldartillerie und Pionieren bestand. Die Magata-Einheit wurde von Oberst Magata Isaoshi befehligt und bestand aus dem 45. Infanterieregiment mit Artillerie und Pionieren. Oberst Muda Toyoharei führte die Muda-Einheit, die aus dem 1. und dem 3. Bataillon des 13. Infanterieregiments und einigen Pionieren gebildet wurde. Die Artillerie-Gruppe der 17. Division wurde von Oberst Saito geführt und hatte vier 15-cm-Haubitzen, zwei 10-cm-Haubitzen, achtzehn 7-cm-Infanteriegeschütze und eine große Anzahl von 7,5-cm-Gebirgsgeschützen; nach einer amerikanischen Zählung nach den Gefechten hatten die japanischen Truppen 168 von diesen Geschützen. Die Reserve der 17. Division waren Teile des 1. und 3. Bataillons des 53. Infanterieregiments und Teile des 81. Infanterieregiments. Die Gesamtstärke der japanischen Angriffstruppen differiert je nach Quelle zwischen 15.400 – 19.000 und 9.548. Auf japanischer Seite gab es keinerlei Luftunterstützung für den Angriff, wegen der immensen Verluste durch die Operation Hailstone gegen Truk. Dazu war auch die Kaiserlich Japanische Marine nicht in der Lage, bei der Offensive einzugreifen. Der einzige Vorteil der japanischen Angreifer war, dass sie die Höhen um den Brückenkopf herum besetzt hielten.
Im Dezember 1943 hatte das XIV. Korps der US Army unter dem Kommando von Generalmajor Oscar Griswold die Verantwortung des Brückenkopfes von Torokina von den Marines übernommen. Es war den japanischen Angriffskräften zahlenmäßig weit überlegen und verfügte auch über eine stärkere Artillerieunterstützung. Zum Zeitpunkt des Angriffs hatte das Korps eine Gesamtstärke von rund 62.000 Mann. Es bestand aus zwei Infanteriedivisionen und einer großen Anzahl von Hilfstruppen. Die sogenannte Americal Division unter Generalmajor John R. Hodge im Ostteil des Brückenkopfes und im Westteil die 37. Infanteriedivision unter Generalmajor Robert S. Beightler mit jeweils drei Infanterieregimentern, die zusätzliche Maschinengewehre und 7,5-cm-Gebirgshaubitzen bekommen hatten. An Hilfstruppen waren das 754. Panzerbataillon, das 3. Marine-Verteidigungsbataillon, speziell für Küstenverteidigung und Luftabwehr ausgestattet, das 1. Bataillon des 24. Infanterieregiments, eine afro-amerikanische Einheit, die nach der damals üblichen Manier hauptsächlich bei körperlichen Arbeiten eingesetzt wurde und außerdem das 82. Chemische Bataillon, eine Bezeichnung, die noch aus dem Ersten Weltkrieg stammte, dieses 'Chemische' Bataillon war speziell mit Mörsern ausgerüstet. Die US Army, die Marine und die Royal New Zealand Air Force (RZNAF) stellte auch noch Personal zum Schutz der Feldflugplätze.
Das XIV. Korps hatte keine eigene Artillerie, deshalb wurde der Brigadegeneral Leo Kerber, der Artillerieoffizier der 37. Infanteriedivision zum Kommandeur der gesamten Artillerie im Brückenkopf ernannt. Er verfügte über 10,5-cm-Haubitzen von sechs Artilleriebataillonen der Infanteriedivisionen, 15,5-cm-Haubitzen von weiteren zwei Bataillonen, zwei Batterien vom Marine-Verteidigungsbataillon mit 15,5-cm-Langrohrgeschützen und acht Batterien mit 9-cm-Flugabwehrgeschützen. Im Februar kam noch das 2. Bataillon des 44. Luftverteidigungsregiments dazu, welches die erste afro-amerikanische Einheit war, die im Südpazifik in einen Kampfeinsatz kam.
Die amerikanischen Truppen wurden auch durch Einheiten der Marine unterstützt, so waren sechs Zerstörer des 22. Zerstörergeschwaders, ein Geschwader PT-Schnellboote und zu Kanonenbooten umgebaute Landungsboote vor der Küste. Luftunterstützung kam von den Flugzeugen des 1. Marinegeschwaders, die auf Bougainville stationiert waren und in die Bodenkämpfe eingreifen konnten. Außerdem waren Jagdflugzeuge der RNZAF auf der Insel stationiert.

### Pläne

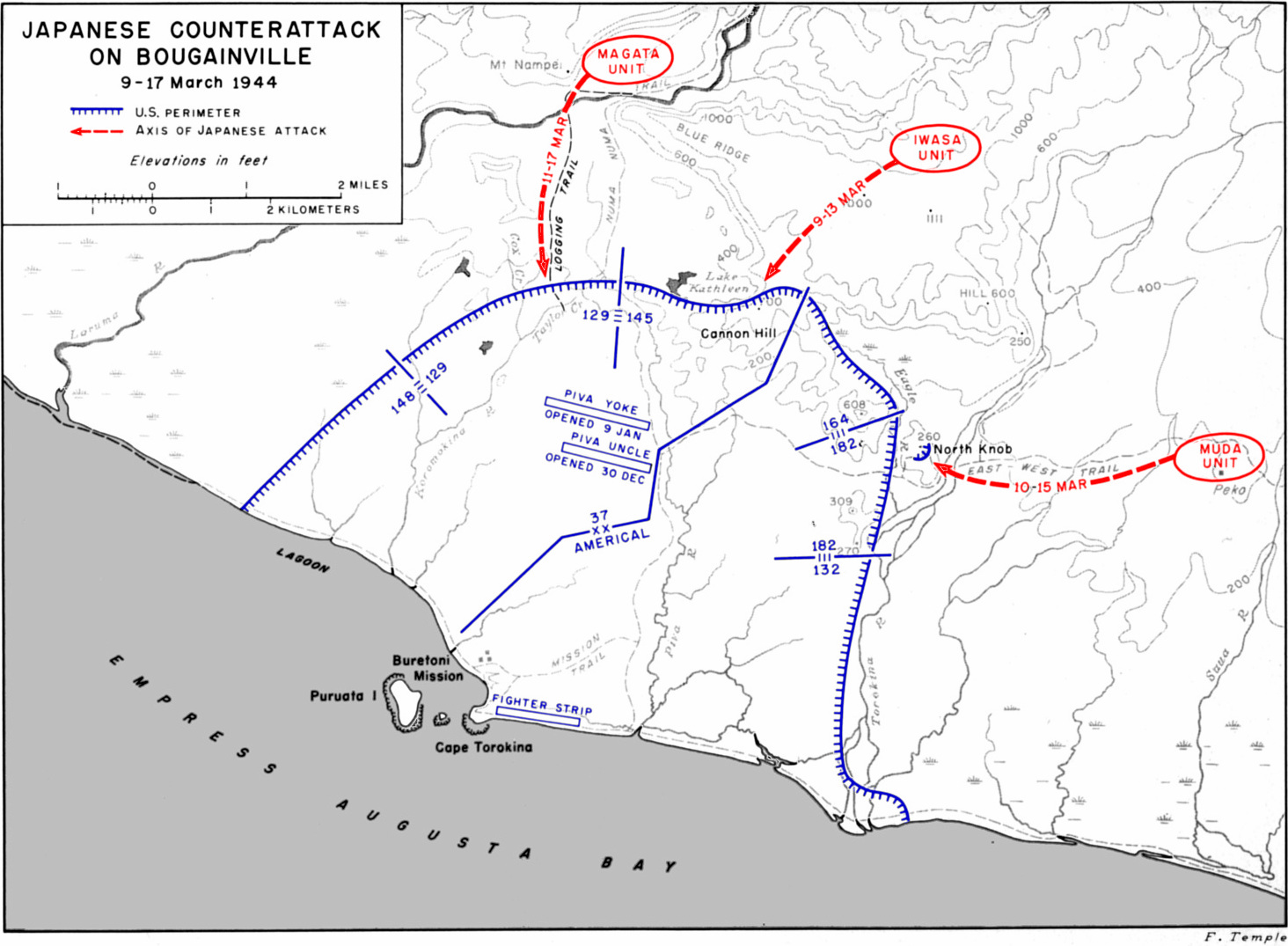
Die japanische Gegenoffensive auf Bougainville zwischen dem 9. und 17. März 1944. Der U.S. Brückenkopf ist in blau und die japanischen Truppenbewegungen sind rot.

Der japanische Offensivplan sah vor, dass die drei Einheiten eine Serie von koordinierten aber getrennten Angriffen auf den amerikanischen Brückenkopf durchführen würden, alles nach einem komplizierten Zeitplan. Diese Angriffe beinhalteten die Einnahme von strategisch wichtigen Hügeln innerhalb des Landekopfes, um dann von dort aus die Flugplätze anzugreifen. Die Einheit 'Iwasa' sollte die Angriffe beginnen, Richtung Südwest vorstoßen und am 8. März den Hügel 700 in der Mitte das Brückenkopfes besetzen, sich am 9. und 10. März neu organisieren und zu den Flugplätzen von Piva vorrücken. Während dieser Zeit sollte die Einheit 'Muda' die Hügel 260 und 309 erobern, danach mit einem Bataillon der Einheit 'Iwasa' am 12. März den Hügel 608 von Südosten und Nordwesten her angreifen und besetzen. Dann würde sich der Angriff nach links wenden und die Einheit 'Magata' würde am 11. März gegen die alliierten Stellungen in der Niederung westlich von Hügel 700 vorrücken. Die Männer der Einheit 'Magata' sollten, nachdem sie die alliierte Linie durchbrochen hatten, mit der Einheit 'Iwasa' gegen die Flugplätze von Piva vorrücken. Nach Sicherung der Flugplätze sollten alle Einheiten auf breiter Front Richtung Süden angreifen, um den Brückenkopf von Torokina bis zum 17. März völlig zu erobern. Eile war geboten, da die 17. Armee nur zwei Wochenrationen an Verpflegung zur Verfügung hatte.

## Gefechte
In der Nacht des 6. März rückten die japanischen Truppen vorsichtig bis auf 500 bis 700 m an die alliierten Stellungen heran. Am folgenden Tag wurden die letzten Vorbereitungen abgeschlossen und am 8. März begann kurz nach Sonnenaufgang kurz vor 5 Uhr morgens mit schwerem Artilleriefeuer der Angriff. Der verlief glatt, am Morgen des 12. März waren mehrere tiefe Keile in die amerikanischen Stellungen getrieben worden und die japanischen Truppen waren tief in die Verteidigungslinie eingedrungen. Bei allen Kämpfen überstiegen die japanischen Verluste an Menschen die amerikanischen bei weitem. Ein Grund dafür war die materielle Unterlegenheit und die fehlende Luftunterstützung bei den japanischen Streitkräften. Die Alliierten führten dann auch starke Gegenangriffe mit Panzern durch und die dadurch verursachten weiteren Verluste machten es der japanischen Seite unmöglich, den Anfangserfolg der japanischen Truppen voll auszunutzen.
Generalleutnant Hyakutake plante die Offensive am 15. März mit leicht veränderten Zielen fortzusetzen. Weil dringend Verstärkungen benötigt wurden, wurde das 2. Bataillon der 4. Südsee-Garnisonseinheit vom Takuu Atoll und das 6. Kavallerieregiment (es hatte die meisten Pferde zurückgelassen, als es in den Südpazifik verlegt wurde und wurde wie ein Infanterieregiment eingesetzt), das bisher den Rückraum deckte, an die Front gebracht und am 16. März wurde die Offensive wieder aufgenommen. Allerdings führten die alliierten Streitkräfte am 17. und 18. März einen starken Gegenangriff durch und die japanischen Streitkräfte, geschwächt durch Verluste und durch Krankheiten und ohne jede Luftunterstützung, wurden gezwungen, sich auf ihre Ausgangspositionen zurückzuziehen.

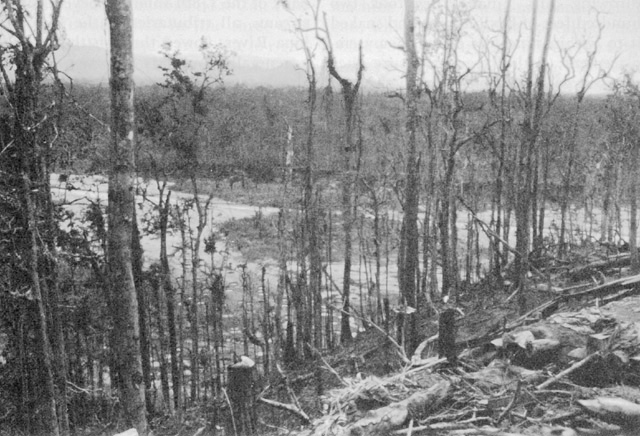
Der Hügel 206 nach den Kämpfen

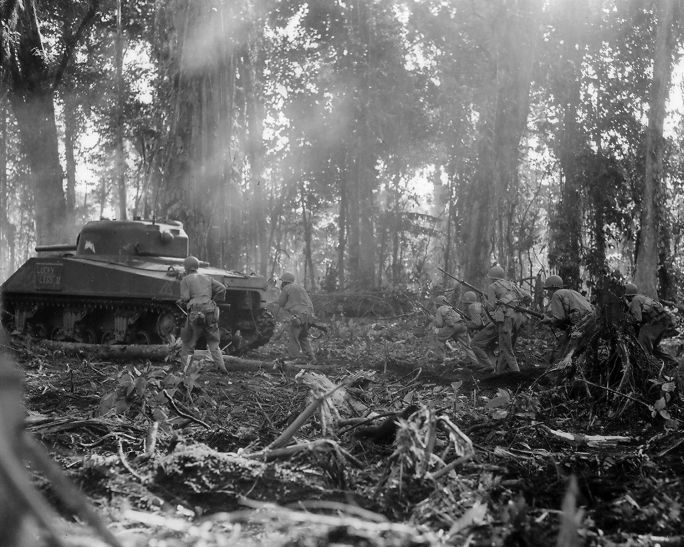
Alliierte Truppen beim Gegenangriff mit Panzerunterstützung, 16. März 1944

## Bewertungen
Der japanische Plan war nicht nur kompliziert, sondern auch von der Realität weit entfernt. Selbst wenn Generalleutnant Hyakutakes Schätzung der alliierten Kräfte korrekt gewesen wäre, wären seine Streitkräfte immer noch an Anzahl und Material weit unterlegen gewesen. Auch hatte er offenbar die fehlende Luftunterstützung nicht bedacht, schon deshalb war ein Erfolg äußerst fraglich. Möglicherweise hätte er Erfolg gehabt, wenn die alliierten Soldaten geflohen wären, anstatt Widerstand zu leisten, aber auch sie waren Veteranen. Der einzige Vorteil der japanischen Seite war, dass sie von ihren Positionen auf den Hügeln aus den Brückenkopf übersehen konnten.
Der offizielle Historiker der US Army John Miller meint, dass die Offensive, wenn sie erfolgreich gewesen wäre, ernsthafte Auswirkungen auf den Feldzug in den Salomonen gehabt hätte, was zu einer großen Belastung der alliierten Ressourcen geführt hätte, aber höchstwahrscheinlich den weiteren Verlauf des Krieges nicht verändert hätte. Der Historiker Shindo warum gibt als Grund dafür an, dass die japanische Konteroffensive erfolglos war, dass die japanischen Kommandeure nie glaubten, dass sie Bougainville zurückerobern konnten. Der Historiker Tanaka unterstützt diese These, indem er angibt, dass General Imamuras Entscheidung anzugreifen, nur getroffen wurde, um etwas zur allgemeinen militärischen Situation beizutragen und anzugreifen, so lange es noch möglich war und nicht, um die Alliierten zu zwingen, sich von Bougainville zurückzuziehen.
Am 26. März wurde die Offensive auf Befehl der 8. Japanischen Armee abgebrochen und die 17. Japanische Armee verlegte sich auf einen hinhaltenden Widerstand. Der 6. Division wurden die westlichen und südlichen Gebiete von Bougainville zugewiesen, während die 17. Infanteriegruppe die Ostküste verteidigte. Zu dieser Zeit war die Verbindung nach Rabaul weder auf dem Luft- noch auf dem Seeweg möglich und die Truppen auf Bougainville mussten ihre Kampfkraft völlig selbständig aufrechterhalten. Das allerdings wurde so erfolgreich durchgeführt, dass bei Kriegsende immer noch der größte Teil der Insel in japanischem Besitz war.